# Mason Gamble
Mason Wilson Gamble (* 16. Januar 1986 in Chicago, Illinois) ist ein US-amerikanischer Schauspieler.

## Leben
Mason Gamble, Sohn des Gelegenheitsdarstellers Tim Gamble, besuchte die Lincoln Elementary School in Oak Park (Illinois) und wurde 1993, im Alter von sechs Jahren, unter 20.000 anderen Jungen von Produzent John Hughes für seine Filmkomödie Dennis entdeckt. Obwohl Gamble für seine Rolle für die Goldene Himbeere in der Kategorie Schlechtester Newcomer nominiert war, gewann er dafür den Young Artist Award.
Seitdem stand Gamble in einigen bekannten Filmen vor der Kamera, so zuletzt 2006 in einer Episode von CSI: Miami und 2011 in dem Film Golf in the Kingdom.
Mason Gamble ist Doktorand an der University of California, Los Angeles. Er arbeitet nun als Meeresbiologe. Im Jahr 2011 beendete er seine Schauspielkarriere und im Juli 2017 heiratete er Sarah Gamble. 

## Filmografie
- 1993: Dennis (Dennis the Menace)
- 1996: Agent 00 – Mit der Lizenz zum Totlachen (Spy Hard)
- 1996: Bad Moon
- 1996: Allein gegen die Zukunft (Early Edition, Fernsehserie, Episode 1x08)
- 1996: Just in Time (Kurzfilm)
- 1997: Emergency Room – Die Notaufnahme (ER, Fernsehserie, Episode 3x15)
- 1997: Gattaca
- 1998: Rushmore
- 1999: Arlington Road
- 1999: Eine ungewöhnliche Freundschaft (Anya’s Bell, Fernsehfilm)
- 2001: The Rising Place
- 2001: Kate Brasher (Fernsehserie, 6 Folgen)
- 2002: A Gentleman’s Game
- 2005: The Trouble with Dee Dee
- 2005: Close to Home (Fernsehserie, Episode 1x02)
- 2006: CSI: Miami (Fernsehserie, Episode 5x01)
- 2010: Golf in the Kingdom